# جيمس فليتشر
جيمس فليتشر (بالإنجليزية: James Fletcher)‏ (23 ديسمبر 1926 في المملكة المتحدة - 1 مارس 2014 بشمال يوركشاير في المملكة المتحدة) هو لاعب كرة قدم بريطاني (وحمل سابقاً جنسية المملكة المتحدة لبريطانيا العظمى وأيرلندا) في مركز الهجوم. لعب مع برمنغهام سيتي ونادي تشستر سيتي ونادي تلفورد يونايتد وBilston Town F.C. ‏.